# Boca del Guafo
Boca del Guafo är ett sund i Chile.   Det ligger i regionen Región de Los Lagos, i den södra delen av landet, 1 200 km söder om huvudstaden Santiago de Chile.